# 安尼科
安尼科（義大利語：Annicco），是意大利克雷莫纳省的一个市镇。总面积19平方公里，人口2093人，人口密度110.2人/平方公里（2009年）。国家统计（ISTAT）代码为019003。